# Centrorhynchus californicus
Centrorhynchus californicus är en hakmaskart som beskrevs av Millzner 1924. Centrorhynchus californicus ingår i släktet Centrorhynchus och familjen Centrorhynchidae. Inga underarter finns listade i Catalogue of Life.